# Przedsiębiorstwo Komunikacji Samochodowej w Wałbrzychu
Przedsiębiorstwo Komunikacji Samochodowej w Wałbrzychu Spółka z o.o. – przewoźnik drogowy w formie prawnej jednoosobowej spółki Skarbu Państwa powstały w 2002 roku na skutek komercjalizacji dawnego oddziału Państwowej Komunikacji Samochodowej w Wałbrzychu, w latach 1991-2002 funkcjonującego jako Przedsiębiorstwo Państwowej Komunikacji Samochodowej w Wałbrzychu (PPKS Wałbrzych - przedsiębiorstwo państwowe). 
Przedsiębiorstwo zaprzestało działalności przewozowej z dniem 1 marca 2009 r.

## Historia

### Formy organizacyjne
W 1946 roku z oddziału PKS w Legnicy oddelegowano grupy pracowników do utworzenia nowych oddziałów PKS w Wałbrzychu i Jeleniej Górze. Struktury tworzonej przez administrację centralną Państwowej Komunikacji Samochodowej w Wałbrzychu istniały od roku 1947. W roku 1951 pod PKS w Wałbrzychu przyporządkowano placówkę w Świdnicy, istniała również placówka w Świebodzicach. Decyzją dyrekcji wojewódzkiej PKS we Wrocławiu z dniem 1 stycznia 1963 roku na bazie placówki utworzono oddział PKS w Świdnicy. Dyrekcji PKS w Wałbrzychu była podporządkowana placówka w Kamiennej Górze.
W 1988 roku oddział PKS w Wałbrzychu podlegał Dyrekcji Okręgowej Krajowej Państwowej Komunikacji Samochodowej we Wrocławiu wraz z „16. okręgiem komunikacyjnym”, wraz z 10 innymi oddziałami.
1 lipca 1990 roku zarządzeniem Prezesa Rady Ministrów wszystkie oddziały Państwowej Komunikacji Samochodowej stały się odrębnymi przedsiębiorstwami państwowymi (Państwowe Przedsiębiorstwa Komunikacji Samochodowej – skr.PPKS), które przeznaczono do stopniowej komercjalizacji i prywatyzacji.
Przedsiębiorstwo Państwowej Komunikacji Samochodowej w Wałbrzychu zostało przekształcone z przedsiębiorstwa państwowego w jednoosobową spółkę skarbu państwa w roku 2002.

### Działalność przewozowa
Oddział PKS w Wałbrzychu obsługiwał północną część województwa wałbrzyskiego, w tym Dolnośląskie Zagłębie Węglowe, funkcjonując na tym obszarze wraz z istniejącym w latach 1975-1991 Wojewódzkim Przedsiębiorstwem Komunikacyjnym prowadzącym linie regionalne o charakterze komunikacji miejskiej.
Według stanu na 1982 rok, największą częstotliwość posiadały połączenia PKS łączące Wałbrzych z Boguszowem-Gorcami i Kamienną Górą, Jedliną-Zdrój, Głuszycą i Walimiem, Starymi Bogaczowicami oraz Mieroszowem
Po transformacji systemowej w Polsce i likwidacji Dolnośląskiego Zagłębia Węglowego, wielu byłych pracowników górnictwa za odprawy nabywało mikrobusy i korzystając z wolności gospodarczej wprowadzonej ustawą Wilczka podjęło działalność prywatnych przewoźników drogowych, konkurencyjnych wobec komunikacji miejskiej i PKS. Prawo zostało zaostrzone od 1 kwietnia roku, m.in. działalność transportowa została objęta licencjami, ale nie wszyscy przewoźnicy zdecydowali się zalegalizować działalność. Próby radykalnego rozwiązania problemu przewoźników nieprzestrzegających prawa wielokrotnie kończyły się protestami, strajkami (tak ze strony „busiarzy”, jak i przewoźników publicznych, np. protest głodowy załogi MZK w 2009 r.). W wyniku zażartej konkurencji, dochodziło również do incydentów pomiędzy samymi właścicielami mikrobusów. 
Po roku 1999 w województwie wałbrzyskim liczba pasażerów spadła w stosunku do roku 1989 o 71,2 procent. Był to największy tego typu spadek na Dolnym Śląsku, wynikający m.in. z likwidacji zakładów pracy, obniżenia rangi Wałbrzycha po utracie statusu miasta wojewódzkiego, wprowadzania zamkniętych przewozów szkolnych gimbusami i konkurencji prywatnych przewoźników. 
Po roku 2000 sieć połączeń została ograniczona, a sytuacja finansowa przewoźnika pogarszała się.

### Upadłość i likwidacja
W kwietniu 2007 roku w konsekwencji zadłużenia spółki (w stosunku do urzędu skarbowego, gminy Wałbrzych oraz ZUS) rzędu ok. 4 mln złotych, przedsiębiorstwo zostało postawione w stan upadłości. Ówczesny prezes zarządu założył spółkę z udziałem PKS Świdnica („PKS Sudety”), która próbowała odkupić upadające przedsiębiorstwo. W ciągu trzech lat syndyk ogłaszał osiem postępowań na sprzedaż całego przedsiębiorstwa. Głównym warunkiem było posiadanie przez nabywcę licencji na prowadzenie transportu drogowego. 
Po bezskutecznych postępowaniach na sprzedaż całego przedsiębiorstwa, syndyk zbył w całości wyłącznie majątek PKS na rzecz spółki JW Services z Wrocławia. Spółka zaprzestała działalności przewozowej z dniem 1 marca 2009 r., następnie doprowadziła do sprzedaży nieruchomości na cele związane z handlem detalicznym (supermarkety).

## Połączenia
Przedsiębiorstwo obsługiwało regionalne linie autobusowe w rejonie pokrywającym się z utworzonym w 1999 roku powiatem wałbrzyskim. 
Według stanu na rok 2009, pod koniec działalności spółka prowadziła połączenia na terenie powiatu wałbrzyskiego
- Wałbrzych – Głuszyca,
- Wałbrzych – Łomnica,
- Wałbrzych – Sierpnica
- Wałbrzych – Gostków.

Funkcjonowały również linie regionalne, m.in. do Wrocławia, Jeleniej Góry, Kudowy-Zdrój i Stronia Śląskiego.
Działalność przewozową zakończono 1 marca 2019 r., po odkupieniu majątku przedsiębiorstwa przez spółkę JW Services z Wrocławia.

## Dworce
Z powojennym rozwojem Państwowej Komunikacji Samochodowej w Wałbrzychu (lata 50. XX wieku) dawna stacja kolejowa  Wałbrzych Towarowy została zaadaptowana na dworzec autobusowy. Obiekt funkcjonował w latach 1957-2014. Spółka, która wykupiła bankrutujący, uprzednio sprywatyzowany oddział PKS, sprzedała dworzec. Decyzję o sprzedaży działki tłumaczono planowaną przebudową układu drogowego okolicy (budowa obwodnicy), która - zdaniem nowego właściciela dworca - uniemożliwiłaby dalszą działalność przystanku w tym miejscu. W miejscu dawnego dworca wzniesiono supermarket.

## Stan po likwidacji PKS Wałbrzych
Połączenia PKS Wałbrzych od początku lat 90. obsługiwali liczni przewoźnicy prywatni. Według stanu na rok 2007 przewoźnicy uruchamiali ok. 100 mikrobusów na kilkudziesięciu liniach w powiecie wałbrzyskim. 
Od 2012 roku władze samorządowe Wałbrzycha we współpracy z okolicznymi gminami rozwijają na tereny podmiejskie linie komunikacji miejskiej w Wałbrzychu.